# Wolfgang Ostberg
Wolfgang Ostberg (* 4. August 1939 in Berlin; † 13. Mai 2011 in Sankt Michaelisdonn) war ein deutscher Schauspieler, Hörspielsprecher und Sänger.

## Leben

### Ausbildung und Theater
Ostberg wollte ursprünglich Lehrer werden. Sein Stiefvater war Jude und Kommunist, ein linientreuer Genosse in der DDR. Zwei Jahre diente er in der Nationalen Volksarmee. Während seiner Zeit in Schwerin entdeckte er seine Begeisterung für das Theater. Er absolvierte dann von 1959 bis 1962 eine Schauspielausbildung an der Theaterhochschule Leipzig; zu seinen Mitstudenten gehörten Peter Ensikat und Peter Sodann.
Von 1962 bis 1968 war er als festes Ensemblemitglied am Theater der Freundschaft engagiert. Dort übernahm er im Oktober 1963 die Titelrolle des Fritz Weineck in der Uraufführung des Stückes Unser kleiner Trompeter von Hans-Albert Pederzani. Er trat am Theater der Freundschaft auch in dem Schauspiel Erste Begegnung von Tatjana Sytina (Premiere: Oktober 1962; als Musikstudent Lewa Strushanowski), in der Shakespeare-Komödie Was ihr wollt (Premiere: Oktober 1963), in dem Märchenspiel Rotkäppchen von Jewgeni Schwarz (Premiere: November 1963), in dem Schauspiel Tatort Lehrerzimmer von Rainer R. Lange (Uraufführung: Februar 1964; als Georg Kässner, genannt Spinner), in dem Schauspiel Ein schrecklicher Tag von Juri Sotnik (Premiere: April 1965; als Pionier Sewa Koslow), in der Komödie Die Gaunerstreiche des Scapin von Molière (Premiere: Oktober 1965) und in der Revue Junge Leute hier und heute (1964/1965) auf.
Nach einem Gastspiel im Februar 1968 wurde er mit Beginn der Spielzeit 1968/69 an das Berliner Metropol-Theater verpflichtet, wo er bis zur Schließung des Hauses 1997 festes Ensemble-Mitglied blieb. Am Metropol-Theater wirkte er in Operetten, Musicals und musikalischen Komödien mit und war auch an einigen Uraufführungen beteiligt. Zu seinen Bühnenrollen gehörten unter anderem: Hans Styx in Orpheus in der Unterwelt, Frosch in Die Fledermaus, Puck in Ein Sommernachtstraum, Theophil in Frau Luna, Oberst Pickering in My fair Lady und Petrucchio in Kiss me Kate. In der letztgenannten Rolle stand er im August 1981 gemeinsam mit dem DDR-Komiker Rolf Herricht auf der Bühne des Metropol-Theaters, als dieser einen Herzanfall erlitt und starb. In der Spielzeit 1992/93 trat er am Metropoltheater als Kilian in der Operette Maske in Blau auf und bot in dieser Rolle eine „köstliche Charakterstudie“ und darstellerische „Type“.

### Film und Fernsehen
Seit den 1960er Jahren übernahm Ostberg auch Rollen in Kinofilmen bei der DEFA und im DDR-Fernsehen. In der DEFA-Filmbiografie Solange Leben in mir ist (1965) über das Leben von Karl Liebknecht, spielte Ostberg den jungen Arbeiter Ernst Lemke. In der mittlerweile als Kultfilm geltenden DDR-Produktion Spur der Steine (1966) hatte er eine kleine Rolle als Brigademitglied. Im Film und Fernsehen wurde er meist in heiteren und komischen Rollen eingesetzt. Ostbergs heitere Rollen verfielen jedoch nie in Oberflächlichkeit. Auch in Unterhaltungskomödien oder DDR-Fernsehschwänken wie Drei reizende Schwestern überzeugte Ostberg, ohne in oberflächlichen Klamauk abzugleiten.
Außerdem spielte Ostberg in Episoden der Krimiserien Polizeiruf 110 (1975, als Rangierer Dieter Schaffrath in der Folge Zwischen den Gleisen; 1977 als Klaus, Freund der Betrügerin Herta Tuch in der Folge Trickbetrügerin gesucht) und Der Staatsanwalt hat das Wort (1972, als Thilo Bölke, Mitarbeiter beim VEB Stahlbau, in der Folge Der illegale Projektant) mit.

### Hörspiel, Oper und Synchronarbeit
Ostberg arbeitete auch als Hörspielsprecher. Bei dem Schallplattenlabel Litera erschienen Hörspiele, in denen Ostberg mitwirkte. Er sprach die Rolle des armen Johannes in einer Hörspielfassung des Romans Die Gerechten von Kummerow von Ehm Welk. Außerdem übernahm er die Titelrolle in der Hörspielfassung des Romans Die Abenteuer des Huckleberry Finn unter dem Titel Huckleberry Finn. Die Hörspiele wurden 1965 bei Litera veröffentlicht.
Für die Schallplatte sprach er 1982 den 1. Strolch in der Oper Die Kluge; die Tenor-Partie dieser Rolle sang Harald Neukirch. Die Aufnahme erschien in der DDR bei dem Schallplattenlabel Eterna.
Ostberg war intensiv auch als Synchronsprecher tätig. Er lieh Dustin Hoffman in der DEFA-Fassung von Little Big Man die Stimme. Er sprach unter anderem Georges Marchal in Die Abenteuer der drei Musketiere (1953), Dean Reed in Blutsbrüder und Pierre Richard in der DDR-Synchronfassung von Zwei irre Spaßvögel.

### Privates
1969 heiratete er die am Berliner Metropol-Theater engagierte Schauspielerin und Operettensängerin Maria Alexander. Das Ehepaar war fast 42 Jahre miteinander verheiratet. Gemeinsam zogen sie drei Kinder auf. Ostberg hatte einen Sohn aus einer früheren Ehe; Alexander eine Tochter aus einer früheren Beziehung. Ostberg lebte mit seiner Familie in einem Haus im Osten Berlins, in Berlin-Mahlsdorf. Der gemeinsame Sohn Marcus Ostberg ist ebenfalls als Schauspieler und Synchronsprecher tätig.

## Filmografie
- 1963: Blaulicht: Heißes Geld (TV-Reihe)
- 1963: Sonntagsfahrer
- 1963: Schatten und Schemen (TV)
- 1963: Das tägliche Brot (TV)
- 1965: Mit denen nicht! (TV)
- 1965: Die Allerschönste (TV)
- 1965: Solange Leben in mir ist
- 1966: Spur der Steine
- 1966: Der Staatsanwalt hat das Wort: Bummel-Benno (TV-Reihe)
- 1967: Begegnungen (Fernsehserie,  1 Folge)
- 1969: Der Mensch neben dir (Fernsehserie,  1 Folge)
- 1970: Der Staatsanwalt hat das Wort: Strafversetzt
- 1972: Wäscherinnen (Sprecher)
- 1972: Der Staatsanwalt hat das Wort: Der illegale Projektant
- 1974: Nachtarbeiter – Berlin, Herbst 73 (Sprecher)
- 1975: Der Staatsanwalt hat das Wort: Hilfe für Maik
- 1975: Polizeiruf 110: Zwischen den Gleisen (TV-Reihe)
- 1976: Das Mädchen Krümel (TV-Serie)
- 1977: Polizeiruf 110: Vermißt wird Peter Schnok
- 1977: Polizeiruf 110: Trickbetrügerin gesucht
- 1979: Waldfrieden/Gelähmte Schwingen (TV)
- 1980: Am Rande der Saison (TV)
- 1981: Meschkas Enkel (TV)
- 1982: Steckbrieflich gesucht (TV)
- 1983: Der Bastard (Fernsehserie,  1 Folge)
- 1983: Was dem einen sein Teufel, ist dem andern sein Nachtigall (TV)
- 1984: Urlaub mit Nackenstützen (TV)
- 1984: Ach du meine Liebe (TV)
- 1985: Drei reizende Schwestern: Ein Mann fürs Leben (TV)
- 1986: Der Verrückte vom Pleicher-Ring (Fernsehspiel)
- 1988: An allem ist Matuschke schuld (TV)
- 1988: Drei reizende Schwestern: Willkommen im Rampenlicht (TV)
- 1990: Marie Grubbe (TV, DDR/PL/HUN/DK)

## Theater
- 1962: Tatjana Sytina: Erste Begegnung (Lewa Strushanowski) – Regie: Kurt Rabe (Theater der Freundschaft)
- 1962: Hanuš Burger/Stefan Heym: Tom Sawyers großes Abenteuer – Regie: Hanuš Burger (Theater der Freundschaft)
- 1963: Alecu Popovici: Dem Jungen in der zweiten Reihe (Laie, eine Grille) – Regie: Lucian Giurchescu (Theater der Freundschaft)
- 1965: Juri Sotnik: Ein schrecklicher Tag (Sewa Koslow) – Regie: Kurt Rabe (Theater der Freundschaft)
- 1965: Molière: Die Gaunerstreiche des Scapin – Regie: Hanuš Burger (Theater der Freundschaft)
- 1972: Rainer Northmann/Joachim Gocht: Liebe mit Verlängerung (Tom) – Regie: Hans-Joachim Martens (Metropol-Theater (Berlin-Mitte))
- 1979: Bela Szakcsi-Lakatos/Geza Csemer: Die rote Karawane (Müll-Satyo) – Regie: Hans-Joachim Martens (Metropol-Theater Berlin-Mitte)
- 1983: Emmerich Kálmán: Gräfin Mariza (Penizek) – Regie: Hans-Joachim Martens (Metropol-Theater Berlin-Mitte)
- 1984: Oskar Felzmann/Wladimir Poljakow: Die Tante aus Brasilien (Babbs) – Regie: Hans-Joachim Martens (Metropol-Theater Berlin-Mitte)

## Hörspiele (Auswahl)
- 1966: Nikolai Nossow: Nimmerklug im Knirpsenland (Pünktchen) – Regie: Ingeborg Milster (Kinderhörspiel – Rundfunk der DDR)
- 1966: Herribert Schanke: Dritabse – Regie: Maritta Hübner (Kinderhörspiel – Rundfunk der DDR)
- 1967: Hans Siebe: Spuren im Sand (Dieter Hahnisch) – Regie: Joachim Staritz (Kriminalhörspiel – Rundfunk der DDR)
- 1967: Horst Enders: Die Rettungsmedaille (Manfred Renneberg) – Regie: Ingeborg Milster (Kinderhörspiel – Rundfunk der DDR)
- 1967: Michel Cournot: Die Kinder des Gerichts (Ponydebat) – Regie: Fritz Göhler (Hörspiel – Rundfunk der DDR)
- 1968: Erasmus Schöfer: Denkmal Pfeiffer – Regie: Fritz-Ernst Fechner (Hörspiel – Rundfunk der DDR)
- 1968: Horst Girra: Brennpunkt Autowolf (Jörg Soltau) – Regie: Joachim Gürtner (Kriminalhörspiel aus der Reihe Spuren, Teil 6 – Rundfunk der DDR)
- 1969: Fritz Selbmann: Ein weiter Weg (Hardtke) – Regie: Fritz-Ernst Fechner (Hörspiel (8 Teile) – Rundfunk der DDR)
- 1970: Herbert Friedrich: Radsaison (Klawun) – Regie: Maritta Hübner (Kinderhörspiel – Rundfunk der DDR)
- 1970: Anita Heiden-Berndt: Städte unserer Republik 0: Leipzig (Robert) – Regie: Christa Kowalski (Kinderhörspiel – Rundfunk der DDR)
- 1970: Wil Lipatow: Viktoria und die Fischer (Stjopka) – Regie: Theodor Popp (Hörspiel – Rundfunk der DDR)
- 1971: Bruno Gluchowski: Stahl von der Ruhr (Fenner) – Regie: Helmut Hellstorff (Hörspiel nach „Blutiger Stahl“ (3 Teile) – Rundfunk der DDR)
- 1972: Kai Himmelstrup: The Dandelions (Ole) – Regie: Helmut Hellstorff (Hörspiel (2 Teile) – Rundfunk der DDR)
- 1972: Gerhard Jäckel: Die blaue Eidechse (Klaus) – Regie: Joachim Gürtner (Hörspielreihe: Neumann, zweimal klingeln – Rundfunk der DDR)
- 1973: Joachim Witte: Die Arnsroder Schlacht (Meyer) – Regie: Joachim Gürtner (Hörspielreihe: Neumann, zweimal klingeln – Rundfunk der DDR)
- 1973: Linda Teßmer: Am schwarzen Mann (Oberleutnant Baumann) – Regie: Joachim Staritz (Hörspiel – Rundfunk der DDR)
- 1973: Die Gerechten von Kummerow als Johannes
- 1973: Arne Leonhardt: Schach der Dame oder Wie ich zu einem Mann kommen sollte (Salzmann) – Regie: Werner Grunow (Hörspiel – Rundfunk der DDR)
- 1975: Irmgard Keun: Das kunstseidene Mädchen (Karl) – Regie: Wolfgang Brunecker (Hörspiel – Rundfunk der DDR)
- 1975: Iwan Bjelischew: Das eigensinnige Kätzchen (Häschen) – Regie: Albrecht Surkau (Kinderhörspiel – Litera)
- 1976: Mark Twain: Die Abenteuer des Huckleberry Finn (Huckleberry Finn) – Regie: Theodor Popp (Kinderhörspiel – Litera)
- 1978: Karel Čapek: Taschenspiele (Lysicki) – Regie: Joachim Staritz (Hörspiel – Rundfunk der DDR)
- 1979: Brigitte Martin: Ermutigung 79 (Pagel) – Regie: Hannelore Solter (Hörspiel – Rundfunk der DDR)
- 1980: Barbara Neuhaus: Sein einziger Brief – Regie: Ingeborg Medschinski (Hörspiel – Rundfunk der DDR)
- 1980: Karl-Heinz Jakobs: Casanova in Dux (Ausrufer) – Regie: Barbara Plensat (Hörspiel – Rundfunk der DDR)
- 1981: Lothar Walsdorf: Hochzeit vorübergehend – Regie: Ingeborg Medschinski (Kinderhörspiel – Rundfunk der DDR)
- 1983: Linda Teßmer: 21:00 Uhr Erlenpark (Benno Stange) – Regie: Fritz-Ernst Fechner (Kriminalhörspiel/Kurzhörspiel – Rundfunk der DDR)
- 1985: Wilhelm Hauff: Das kalte Herz (Peter Munk) – Regie: Manfred Täubert (Kinderhörspiel – Rundfunk der DDR)
- 1989: Gerhard Rentzsch: Szenen vom Lande – Regie: Karlheinz Liefers (Hörspielreihe: Augenblickchen Nr. 1 – Rundfunk der DDR)
- 1991: Waldemar Bonsels: Die Biene Maja (Ein Grashüpfer) – Regie: Werner Grunow (Kinderhörspiel – DS Kultur)
- 1997: Christa Kożik: Der verzauberte Einbrecher – Regie: Klaus-Michael Klingsporn (Kinderhörspiel – DLR Berlin)
- 1998: Michail Bulgakow: Der Meister und Margarita – Regie: Petra Meyenburg (Hörspiel (30 Teile) – MDR)
- 1999: Isaak Babel: Die Reiterarmee (Dolgusov) – Regie: Joachim Staritz (Hörspiel (3 Teile) – MDR/DLR)